# 1980年冬季残疾人奥林匹克运动会新西兰代表团
1980年冬季残疾人奥林匹克运动会新西兰代表团是新西兰派出的1980年冬季残疾人奥林匹克运动会代表团。未获得奖牌。